# Ciszterna

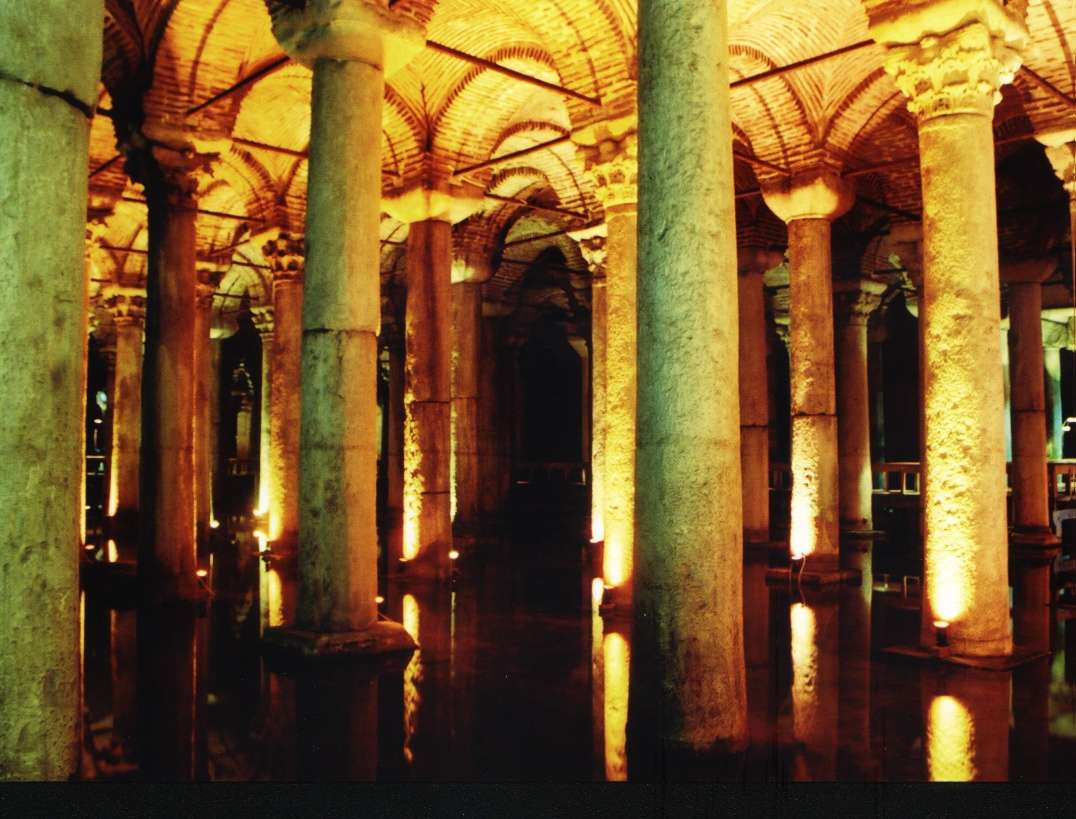
Bizánci stílusú ciszterna Isztambulban

A ciszterna sziklába vagy földbe vágott, szigetelt falú esővízgyűjtő, víztároló városok, várak alatt. A vízelvezetést biztosította, gyakran többszörös szűrőberendezéssel is ellátták. Építészeti kiképzésük változatos lehet. A római, bizánci és arab építészetben impozáns méretű csarnokká vált, melynek mennyezetét boltozat vagy síkfödém alkotta, ezt oszlopokkal támasztották alá. A legtöbbet a kora középkorban építették, de még a reneszánsz idején is épültek ciszternák, ezek technikailag voltak fejlettebbek.